# 自由党 (摩尔多瓦)
自由党（羅馬尼亞語：Partidul Liberal）是摩尔多瓦政党，立场为保守自由主义。该党现任领导人为米哈伊·金普。